# Shizhoupian
Le Shizhoupian (chinois : 史籀篇 ; pinyin : shǐ zhòu piān est un ancien dictionnaire des caractères chinois rédigé dans le style grand sceau. Ce travail a traditionnellement été estimé comme datant du règne du Roi Xuan de Zhou (827–782 av. J.-C.), mais de nombreux érudits l'attribuent aujourd'hui à l'État de Qin, durant la Période des Royaumes combattants. Seuls des fragments de l'œuvre demeurent.
Les Zhòuwén (籀文) sont quelque 220 exemples d'anciens caractères tirés du Shizhoupian, cités dans le dictionnaire Shuowen Jiezi de la dynastie Han.
Les caractères zhòuwén sont décrits comme généralement symétriques et équilibrés, et sont en moyenne plus complexes que les caractères style sceau récents. Ils comportent de nombreux cercles et boucles, au lieu des formes récentes carrées et rectilignes. 
D'après la postface du Shuowen Jiezi et du chapitre “Traité de Littérature” du Livre des Han, le Shizhoupian aurait été rédigé durant le règne du Roi Xuan de la dynastie Zhou de l'Ouest par Shǐ Zhòu (史籀 ; “Zhòu l'Historien”), et comportait 15 chapitres (篇 ; piān).
Wang Guowei conteste cette description dans son commentaire sur le Shizhoupian, soutenant que la structure et le style des caractères ne correspondent pas aux inscriptions retrouvées datant de cette période. Wang remet également en cause l'interprétation traditionnelle de zhòu (籀) comme étant le nom de l'historien, indiquant que dans les temps anciens, en se basant sur le Shuowen, zhòu avait la même signification que dú (讀), « étudier et comprendre la signification des livres ; lire ». Selon ce point de vue, le titre du livre a probablement été tiré de la première phrase du texte (comme c'est souvent le cas lors de l'attribution de noms à des textes anciens sans titres, comme ceux des bronzes), qui contenait probablement le bout de phrase « l'historien étudie... »,
Tang Lan associe Shǐ Zhoù (Zhòu l'Historien) et Shǐ Liú (史留 ; “Liú l'Historien”), un nom écrit avec des caractères similaires dans le chapitre « Personnes célèbres, passé et présent » du Livre de Han, couvrant la Période des Printemps et Automnes et la Période des Royaumes combattants. Un Liú l'Historien de cette période est mentionné sur un ancien chaudron tripode dǐng de la collection du Musée de Shanghai.